# Chatjatur Abovjan Armeniens statliga pedagogiska universitet
.

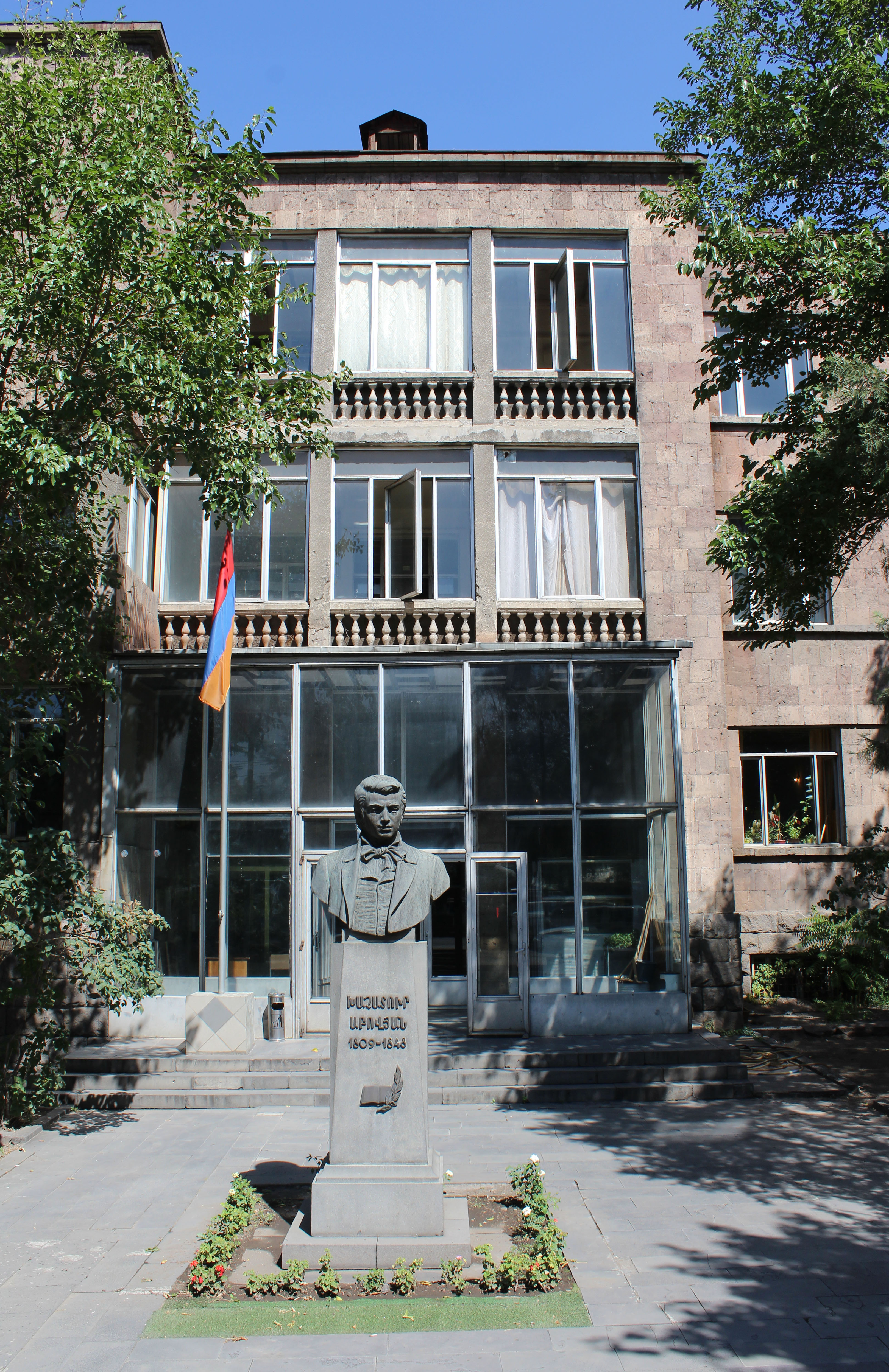
Statyn över Chatjatur Abovjan

Chatjatur Abovjan Armeniens statliga pedagogiska universitet (armeniska: Խաչատուր Աբովյանի անվան Հայկական պետական մանկավարժական համալսարան) är ett statligt universitet i Jerevan i Armenien. Det grundades 1922 inom Jerevans statliga universitet och blev en självständig högskola 1930. 
Universitetet har sitt namn efter Chatjatur Abovjan.